# Billy Blanks
Pour les articles homonymes, voir Blanks.
Billy Blanks est un acteur américain né le 1er septembre 1955 à Érié en Pennsylvanie.

## Filmographie

### Cinéma
- 1986 : Low Blow : le gardien
- 1989 : Driving Force : Pool
- 1989 : Bloodfist : Black Rose
- 1989 : Tango et Cash : le voyou emprisonné
- 1990 : China O'Brien II : un combattant
- 1990 : Full Contact : un légionnaire africain
- 1990 : The King of Kickboxers : Khan
- 1991 : Timebomb : M. Brown
- 1991 : Le Dernier Samaritain : Billy Cole
- 1992 : The Master : le voyou noir
- 1992 : Talon de l'Aigle : Tyler Wilson
- 1992 : Zhan long zai ye : Billy
- 1993 : TC 2000 : Jason Storm
- 1993 : Showdown : Billy Grant
- 1994 : Back in Action : Billy
- 1995 : Tough and Deadly : John Portland
- 1995 : Sans pitié, ni pardon : Justin Vanier
- 1996 : Balance of Power : Niko
- 1997 : Le Collectionneur : le prof de boxe
- 2011 : Jack et Julie : Billy Banks
- 2015 : Dark Moon Rising : Shérif Tom
- 2017 : Almost Amazing : M. Wilson
- 2017 : The Clapper : Billy Banks
- 2020 : Jessie : Mike Tate
- 2020 : Devotion : Billy Banks
- 2024 : The Last Kumite : Maître Loren

### Télévision
- 1987 : Spenser : l'homme se battant dans la rue (1 épisode)
- 1989 : Kids Incorporated : Billy (1 épisode)
- 1992 : Street Justice : le champion de Tsiet Na (1 épisode)
- 1994 : Sister, Sister : le conducteur (1 épisode)
- 1996 : Les Muppets : la Muppet dançante
- 1997 : Spécial OPS Force (1 épisode)
- 1997 : Les Guerriers de l'ombre : Creagan
- 1997 : The Infinite Power Workout (1 épisode)
- 1998 : The Parent 'Hood : l'entraîneur (1 épisode)
- 1999 : Urgences : le professeur de Kickboxing (1 épisode)
- 1999 : Le Flic de Shanghaï : Travis King (1 épisode)
- 1999 : Sunset Beach : Billy (2 épisodes)
- 1999 : Sabrina, l'apprentie sorcière : Billy Banks (1 épisode)
- 2004 : Nazo no homu peji sarariman neo
- 2017 : Tae-Bo Evolution : l'hôte
- 2017 : Anatomy of an Antihero 2 : le professeur de karaté (1 épisode)